# Mecanizado de materiales compuestos
El mecanizado en materiales compuestos es una de las operaciones más importantes puesto que su realización da origen a la obtención del conjunto o de la pieza diseñada. Este proceso de fabricación es el responsable de la consecución de la geometría final, así como de poner los medios necesarios para la unión de este conjunto con otros.

## Mecanizado general
Los procesos de mecanizado de piezas fabricadas en materiales compuestos implican grandes distinciones respecto al mecanizado de materiales metálicos, como puede ser el acero.
La configuración de este tipo de materiales obliga a replantear los procesos de mecanizado: métodos, herramientas, configuraciones, sistemas de refrigeración (taladrina), e incluso máquinas y utillajes (fijaciones...).

### Consideraciones generales
El mecanizado de un material compuesto implica una serie de condicionamientos diferentes al mecanizado convencional. Se han de tener en cuenta las siguientes consideraciones:
- Las temperaturas alcanzadas durante el proceso deben encontrarse dentro de un rango permitido dado por el material polimérico que compone la matriz. Una temperatura excesiva no es conveniente.

| Material                           | Polimetacrilato de metilo (PMMA) | Policarbonato (PC) | Epoxi bismaleimida |
| Temperatura límite de trabajo (°C) | 74 - 102                         | 129                | 250 - 300          |

- La baja conductividad térmica de los materiales compuestos poliméricos hace que la disipación de la mayor parte de la energía calorífica generada durante el mecanizado sea disipada a través de la herramienta utilizada. La energía calorífica no disipada revierte en el aumento de la temperatura en el corte. Con respecto al uso de líquidos refrigerantes, cabe destacar que algunos materiales compuestos pueden ver modificadas sus propiedades mecánicas debido a la absorción de fluidos.
- La diferencia existente entre los coeficientes de dilatación térmica entre las fibras y la matriz favorece la aparición de tensiones residuales, siendo éstas mayores cuanto mayor sea el gradiente de temperatura.
- El desgaste del filo provocado por el corte de las fibras. Este desgaste es de tipo abrasivo.
- El residuo que se genera debido al corte de las fibras es muy nocivo para la salud. Además, tiene un efecto muy negativo sobre el mantenimiento de la máquina herramienta.

### El proceso de corte
El proceso de corte en un material compuesto de matriz polimérica (PMC) es muy diferente al de un metal.
En un material compuesto se distinguen las fibras y la matriz. El filo de corte no genera las virutas típicas del mecanizado de un metal, sino que la resina polimérica es cortada y las fibras pueden ser cortadas o fracturadas.
Por otro lado, los materiales compuestos, en particular aquellos reforzados con fibras largas, presentan una elevada anisotropía que depende de la orientación de las fibras. La fuerza de corte necesaria en el mecanizado depende fuertemente de la dirección y sentido del corte. Este efecto es muy notable también en el acabado del corte.

### Soluciones para el mecanizado
Existen dos posibilidades para abordar el mecanizado de materiales compuestos poliméricos (PMC, Compuesto de Matriz Polimérica):
- El empleo de filos de corte de geometría muy positiva y muy afilados (radio de punta pequeño).
- Técnica del Mecanizado de Alta Velocidad (MAV).

### Operaciones de mecanizado
La mayoría de las piezas de materiales compuestos se fabrican de forma que se alcance la forma final de la pieza sin necesidad de efectuar muchas operaciones de desbaste o acabado posteriormente. Las operaciones más habituales son:

#### Taladrado
Esta operación es muy importante en la fabricación de uniones mecánicas tanto en aeronáutica como en cualquier aplicación industrial de los materiales compuestos. Los problemas más habituales asociados a esta operación son:
- Astillamiento (splintering). La resina es cortada, pero parte de las fibras no son cortadas apareciendo fibras en el agujero.
- Delaminación (delamination). Separación de las láminas inferiores del taladrado debido a la fuerza de avance ejercida por la broca. Este fenómeno se minimiza reduciendo el avance de la herramienta durante la etapa final del taladrado.
- Extracción. Consiste en la fragmentación de porciones de fibra o resina en las paredes del agujero taladrado.

La realización de agujeros en estructuras híbridas, por ejemplo, apilamientos de fibra de carbono con láminas metálicas (aluminio, titanio...) es muy frecuente en aplicaciones con materiales compuestos. Dos son los métodos empleados para el taladrado adecuado de estos paquetes de materiales: 
1. Taladrado intermitente. El taladro penetra en el material compuesto hasta alcanzar el material metálico, entonces se retira del agujero para retirar las virutas generadas y disipar el calor. A continuación, la broca vuelve a entrar en el agujero y taladra el material metálico hasta que completa el espesor del material. Los parámetros de corte (avance y velocidad de corte) para el taladrado del material compuesto y el metal son diferentes.
2. Taladrado en un paso. Este procedimiento es más efectivo que el anterior; sin embargo, sólo es válido para apilamientos inferiores a 25 mm (con láminas de titanio) o 5 mm (con láminas de acero).

#### Recanteado o recortado
Con esta operación se consigue obtener la configuración geométrica final mediante la eliminación por corte de los excesos de material. El acabado superficial en esta operación es determinante para reducir o eliminar las operaciones posteriores. Una operación que se puede englobar en el recanteado es el rebabado. 
La operación de rebabado acusa especialmente la orientación de las fibras en el laminado sobre la fuerza de corte necesaria.

#### Mecanizado de superficies: planeado
El mecanizado de superficies es una operación característica de la industria aeronáutica. En los últimos años se han encontrado soluciones novedosas en las piezas de fibra de carbono.

### Herramientas
Los tipos de herramientas utilizadas para el mecanizado de PMC son:
1. Herramientas de acero rápido (HSS)
2. Herramientas de metal duro (Widia)
3. Herramientas de carburo o nitruros (carburo de silicio)
4. Herramientas diamantadas (PCD)

PCD (diamante policristalino) es un compuesto de partículas de diamante sinterizadas junto con un aglutinante metálico. Este tipo de herramientas son las más resistentes a la abrasión.

## Mecanizados especiales
Aparte de las operaciones clásicas existen otros procedimientos más novedosos para mecanizar materiales compuestos. 

### Mecanizado por proyección de chorro de agua y chorro de agua abrasivo
El principio del mecanizado por chorro de agua consiste en la proyección de un flujo de agua a una presión superior a los 410 MPa que se hace pasar a través de un orificio, cuyo diámetro oscila entre 0.8 mm y 7.6 mm, para formar el chorro a presión que produce el corte del material.
Además en el método de corte por proyección de chorro de agua abrasivo se incluye en el fluido un material abrasivo que es introducido al flujo de agua a través de una cámara de mezcla, y desde allí se pasa a la boquilla donde es acelerado y proyectado junto con el fluido sobre el material a cortar. El tamaño del abrasivo condicionará el acabado final de la pieza.
Este proceso presenta aspectos tanto positivos como negativos:

#### Ventajas
- Dado que el fluido de corte es agua no se produce calentamiento en la zona mecanizada.
- El nivel de humo y de partículas de polvo, que son habituales de los procesos de mecanizado clásicos, y que son perjudiciales para la salud de los operarios, es reducido.
- Las fuerzas tangenciales que aparecen son pequeñas, por lo que no es necesario un tipo de utillaje especial para el amarre de la pieza.
- Buen acabado superficial que evita el recanteado para la eliminación de rebabas.
- Eliminación de los tiempos de cambio de herramienta.

#### Desventajas
- Los niveles de ruido que se generan son importantes.
- Requiere de un mecanismo que filtre el agua y la acondicione para reducir el desgaste del equipo.
- Una presión incorrecta puede producir zonas delaminadas en los alrededores de la zona de corte.

### Mecanizado por láser
El mecanizado por láser para materiales compuestos de matriz polimérica consiste en un sistema de corte de alta energía donde en ningún momento se establece contacto entre el mecanismo y la pieza, por lo que no se generan fuerzas de corte y el sistema de amarre del material puede ser sencillo. Este tipo de mecanizado permite cortar una amplia gama de materiales compuestos, resultando especialmente eficaz para realizar formas de corte complejas.
El equipo de rayos láser concentra toda la energía en un punto mediante un sistema de lentes. Esto hace que disminuya el diámetro del haz, lo que permite conseguir mecanizados de una elevada precisión (longitudes de corte inferiores a 0,1 mm).
El corte mediante láser se acompaña usualmente de un flujo de gas que elimina el material sobrante y protege las lentes focalizadoras. El gas empleado para mecanizar materiales compuestos es aire, ya que no existe riesgo de oxidación como sucede en los metales, donde se suelen emplear gases inertes como el argón.

### Mecanizado por ultrasonidos
El sistema de mecanizado por ultrasonidos se basa en el uso de una cuchilla que vibra a frecuencias ultrasónicas (alrededor de 20000 Hz), pudiendo alcanzarse velocidades de corte de hasta 1000 mm/s.
El equipo empleado para la mecanización por ultrasonidos consta de los siguientes componentes principales:
- El generador eléctrico: encargado de generar la corriente eléctrica.
- El transductor electromecánico: dispositivo que convierte los impulsos eléctricos en impulsos mecánicos.
- El amplificador: encargado de amplificar las vibraciones.
- El sonotrodo: se encarga de amplificar y transmitir las vibraciones, y además actúa como pivote manteniendo la rigidez del conjunto con la herramienta de trabajo.
- La herramienta de corte: encargada de realizar el mecanizado de la pieza.
- El tanque de mezcla: proporciona una mezcla de agua y polvo abrasivo en la zona de corte que refrigera el sonotrodo y elimina las partículas y residuos procedentes del mecanizado.

Las mínimas tolerancias de corte obtenidas con este sistema son de +/- 0.0125 mm, y las profundidades máximas de corte son de 25 mm para laminados de fibra de carbono, vidrio y aramida.

### Mecanizado por chispa electroquímica
El mecanizado por chispa electroquímica es un proceso análogo a la electroerosión, pero que permite mecanizar materiales que no sean de carácter metálico, por lo que es especialmente útil para laminados de materiales compuestos.
El proceso tiene lugar en un tanque lleno con un electrolito que puede ser una solución acuosa de NaCl o NaOH. Tenemos un ánodo y un cátodo. El cátodo será la herramienta de mecanizado, y podrá ser de dos tipos: un electrodo de forma, o un electrodo de hilo. 
Al aplicar una corriente eléctrica se producen chispas en la superficie del cátodo que llevarán a cabo el proceso de mecanizado aproximando la pieza a dicha herramienta, y manteniéndola a una distancia fija del ánodo (50 mm). El mantener las distancias correctas entre el ánodo y el cátodo, y entre la pieza y la herramienta (cátodo) es fundamental para que el proceso resulte exitoso.
A medida que se aumenta el voltaje se genera mayor energía de descarga, mayor velocidad de formación de chispas y por tanto mayor ratio de desbaste.

#### Electrodo de forma
El electrodo de forma se utiliza para realizar una cavidad o un agujero pasante en el material. El electrodo o troquel tendrá la forma de la cavidad a realizar, y mediante un movimiento relativo vertical entre la pieza y la herramienta se producirá el mecanizado.

#### Electrodo de hilo
El electrodo por hilo se basa en la misma idea que el anterior, pero con la diferencia de que ahora es un hilo el que realiza el corte, pudiendo describir trayectorias complejas. La calidad, el material y el diámetro del hilo, en conjunción con el voltaje y el amperaje aplicado, son factores que influyen directamente sobre la velocidad con que se puede mecanizar la pieza. La tensión del hilo es otro factor de importancia dentro de este proceso para producir un corte efectivo; de este modo una tensión baja producirá un mal acabado en la pieza, mientras que una sobretensión puede producir la rotura del hilo en un momento indeseado.